# Staf De Clercq
Staf De Clercq (Everbeek, 16 de septiembre de 1884–Gante, 22 de octubre de 1942) fue un profesor de escuela y político belga, nacionalista flamenco, líder de la Unión Nacional Flamenca.

## Biografía
Nacido el 16 de septiembre de 1884 en Everbeek, Flandes Oriental, trabajó como profesor de escuela.
Miembro del Frontpartij y diputado entre 1919 y 1932, tenía un pensamiento antibelga y anhelaba la idea de una Gran Diestland uniendo Flandes con los Países Bajos. El 8 de abril de 1933 fundó la Unión Nacional Flamenca (VNV), que coaligó a las diferentes organizaciones nacionalistas flamencas y dentro de la cual ejercía como Leider (equivalente en holandés a Führer). Colaborador con la Alemania nazi durante la Segunda Guerra Mundial, falleció en Gante el 22 de octubre de 1942, y fue sucedido por Hendrik Elias como líder de la VNV.